# Eddington (Maine)
Eddington ist eine Town im Penobscot County des Bundesstaates Maine in den Vereinigten Staaten. Im Jahr 2020 lebten dort 2194 Einwohner in 1062 Haushalten auf einer Fläche von 68,74 km².

## Geografie
Nach dem United States Census Bureau hat Eddington eine Gesamtfläche von 68,74 km², von der 64,72 km² Land sind und 4,01 km² aus Gewässern bestehen.

### Geografische Lage
Eddington liegt im Südosten des Penobscot County und grenzt an das Hancock County. Im Nordosten grenzt der Chemo Pond an, im Südwesten der Davis Pond und der Holbrook Pond. Die westliche Grenze des Gebietes bildet der Penobscot River. Die Oberfläche ist eben, ohne nennenswerte Erhebungen.

### Nachbargemeinden
Alle Entfernungen sind als Luftlinien zwischen den offiziellen Koordinaten der Orte aus der Volkszählung 2010 angegeben.
- Norden: Bradley, 11,1 km
- Osten: Clifton, Hancock County, 10,6 km
- Süden: Dedham, Hancock County, 7,3 km
- Südwesten: Holden, 7,1 km
- Westen: Brewer, 10,1 km
- Nordwesten: Veazie, 9,4 km

### Stadtgliederung
In Eddington gibt es zwei Siedlungsgebiete: East Eddington und Eddington.

### Klima
Die mittlere Durchschnittstemperatur in Eddington liegt zwischen −7,8 °C (18 °F) im Januar und 20,6 °C (69 °F) im Juli. Damit ist der Ort gegenüber dem langjährigen Mittel der USA um etwa 9 Grad kühler. Die Schneefälle zwischen Oktober und Mai liegen mit bis zu zweieinhalb Metern mehr als doppelt so hoch wie die mittlere Schneehöhe in den USA; die tägliche Sonnenscheindauer liegt am unteren Rand des Wertespektrums der USA.

## Geschichte
Den Land-grant für das Gebiet von Eddington bekamen im Jahr 1785 Jonathan Eddy und neunzehn weitere. Die Besiedlung auf dem Gebiet von Eddington startete unmittelbar. Als Town wurde Eddington am 22. Februar 1811 organisiert, unter dem Namen Eddington nach Jonathan Eddy. Zuvor war das Gebiet als Eddington Plantation organisiert.
Die ursprüngliche Bezeichnung für das Gebiet lautete Township No. 10, East Side of the Penobscot River (T10 EPR). Teile von Jarvis Gore wurden im Jahr 1823 hinzugenommen und Teile von Brewer in den Jahren 1846 und 1855.

### Einwohnerentwicklung
| Volkszählungsergebnisse – Town of Eddington, Maine | Volkszählungsergebnisse – Town of Eddington, Maine | Volkszählungsergebnisse – Town of Eddington, Maine | Volkszählungsergebnisse – Town of Eddington, Maine | Volkszählungsergebnisse – Town of Eddington, Maine | Volkszählungsergebnisse – Town of Eddington, Maine | Volkszählungsergebnisse – Town of Eddington, Maine | Volkszählungsergebnisse – Town of Eddington, Maine | Volkszählungsergebnisse – Town of Eddington, Maine | Volkszählungsergebnisse – Town of Eddington, Maine | Volkszählungsergebnisse – Town of Eddington, Maine |
| Jahr                                               | 1800                                               | 1810                                               | 1820                                               | 1830                                               | 1840                                               | 1850                                               | 1860                                               | 1870                                               | 1880                                               | 1890                                               |
| -------------------------------------------------- | -------------------------------------------------- | -------------------------------------------------- | -------------------------------------------------- | -------------------------------------------------- | -------------------------------------------------- | -------------------------------------------------- | -------------------------------------------------- | -------------------------------------------------- | -------------------------------------------------- | -------------------------------------------------- |
| Einwohner                                          | 167                                                | 205                                                | 271                                                | 405                                                | 595                                                | 696                                                | 856                                                | 776                                                | 746                                                | 729                                                |
| Jahr                                               | 1900                                               | 1910                                               | 1920                                               | 1930                                               | 1940                                               | 1950                                               | 1960                                               | 1970                                               | 1980                                               | 1990                                               |
| Einwohner                                          | 663                                                | 611                                                | 527                                                | 487                                                | 571                                                | 664                                                | 958                                                | 1358                                               | 1769                                               | 1947                                               |
| Jahr                                               | 2000                                               | 2010                                               | 2020                                               | 2030                                               | 2040                                               | 2050                                               | 2060                                               | 2070                                               | 2080                                               | 2090                                               |
| Einwohner                                          | 2052                                               | 2225                                               | 2194                                               |                                                    |                                                    |                                                    |                                                    |                                                    |                                                    |                                                    |

## Kultur und Sehenswürdigkeiten

### Bauwerke
In Eddington wurden ein Bauwerk und eine archäologische Lagerstätte unter Denkmalschutz gestellt und ins National Register of Historic Places aufgenommen. Die Lage der Lagerstätte wird nicht bekannt gegeben.
- East Eddington Public Hall, 2004 unter der Register-Nr. 03001503.[9]
- Eddington Bend (Site 74-8), 1988 unter der Register-Nr. 88000937.[10]

## Wirtschaft und Infrastruktur

### Verkehr
In westöstlicher Richtung verläuft die Maine State Route 9 durch das Gebiet von Eddington. Von ihr zweigt im Westen in nördliche Richtung die Maine State Route 178 ab und im Osten in südliche Richtung die Maine State Route 46.

### Öffentliche Einrichtungen
In Eddington gibt es medizinische Einrichtungen. Weitere finden sich in Orono und Bangor.
Eddington verfügt über keine eigene Bücherei. Die nächstgelegenen Büchereien befinden sich in Orono und Bangor.

### Bildung
Eddington gehört mit Holden und Clifton zur Regional School Unit 63. Im Schulbezirk stehen folgende Schulen zur Verfügung:
- Eddington Elementary School in Eddington, mit Schulklassen von Pre-Kindergarten bis zum 1. Schuljahr
- Holden Elementary School in Holden, vom 2. bis zum 4. Schuljahr
- Holbrook Middle School in Holden, vom 5. bis zum 8. Schuljahr